# 石苞
石苞（195年—273年3月30日），字仲容，渤海南皮（今河北南皮東北）人。漢末晉初官員，三國時曹魏和西晉重要將領，官至西晉司徒。

## 生平

### 早年生活
早年石苞曾在渤海南皮縣為小吏、給農司馬。建安末年（西元218年），吉本叛亂後，謁者郭玄信向典農司馬尋找人作為皇帝近侍，典農司馬於是推舉鄧艾及石苞，與郭玄信一起到鄴城，期間與郭玄信交談，深得郭玄信賞識。到鄴後，任官的事還未有定案，石苞唯有在鄴城賣鐵為生，鄴城集市市長趙元儒有知人之名，見到石苞後甚為賞識，並與他結交。

### 晉室知遇
青龍年間，石苞又在長安賣鐵，遇到司馬懿，得到司馬懿賞識，並擢升為尚書郎，後擔任中護軍司馬師的司馬。後又任鄴城典農中郎將。當時曹魏宗室諸王都在鄴城居住，而尚書丁謐又因曹爽專政而權傾一時，二者當時勢力都很大，但石苞卻敢於上奏他們的所作所為，因而得到很多人的讚許。後又歷任東萊太守和琅邪太守，所在都有聲威和恩澤。後又遷任徐州刺史。
嘉平四年（252年），司馬昭統領胡遵、諸葛誕等領兵攻打東吳，石苞亦隨同出戰。東吳太傅諸葛恪在東興迎擊，大敗魏軍，曹魏各部隊都潰敗，不少人因踐踏和遇溺而死，但石苞所領的部隊卻能全身而退。司馬昭於是指著所持的符節說：「恨不以此授卿，以究大事。」石苞不久即被任命為奮武將軍、假節、監青州諸軍事。甘露二年（257年），諸葛誕在壽春叛亂，石苞奉命統領青州諸軍，並督兗州刺史州泰和徐州刺史胡質，選精銳部隊為游軍，在壽春外圍防備東吳支援。不久東吳派大將朱異、丁奉等支援諸葛誕，朱異將輜重都放在都陸，以輕兵進屯黎漿，石苞率軍大破朱異；此時泰山太守胡烈以奇兵燒毀朱異在都陸之輜重，朱異唯有收拾殘兵退還。孫綝後來斬殺朱異，並撤兵。諸葛誕無外援，突圍又失敗，最終於次年敗亡。壽春收復後，石苞升任鎮東將軍，封東光侯、假節。甘露四年（259年），代替王基兼領都督揚州諸軍事。景元元年（260年），东吴吉阳督萧慎送书信诈降石苞，请求迎接。司马昭知其有诈，让石苞装作迎接，做好防备。石苞後來先後升任征東大將軍和驃騎將軍。
咸熙二年（265年），司馬昭逝世，司馬炎繼位，石苞與陳騫多次稱曹魏曆數已盡，勸司馬炎進位為帝。後又參與司馬炎受魏元帝曹奐禪讓的事。西晉建立後，石苞遷任大司馬，進封樂陵郡公，加侍中。

### 疑謀叛亂
自諸葛誕叛亂失敗後，石苞便奉命鎮守淮南地區，在任勤於事務，又以威德服人。但淮北監軍王琛看不起石苞出身卑微。泰始四年（268年），當地有童謠說：「宮中大馬幾作驢，大石壓之不得舒」，王琛因而密奏石苞與東吳通訊賣國。司馬炎接到密奏後，加上早前有觀察雲氣的占卜師說「南方有大兵起」，於是十分疑惑。此時吴帝孙皓命大将军丁奉、右将军诸葛靓攻合肥，丁奉写信给石苞，意在构陷。荊州刺史胡烈上表奏東吳打算大舉進攻，石苞亦收到東吳要進攻的消息，於是修築堡壘阻截水流，加強防守。司馬炎更為擔心，雖然羊祜堅信石苞不會謀反，但司馬炎仍然感到疑惑。適逢石苞之子石喬被召見後多日沒來，司馬炎則認定石苞要叛亂，打算暗地討伐，下詔說石苞不料形勢，煩擾百姓而罷免他的官職，並派太尉義陽王司馬望率大軍徵還他，又命琅邪王司馬伷領兵由下邳移駐壽春，都準備在石苞叛亂時鎮壓他。石苞見此，用屬下孫鑠的計謀，離開軍隊，並到都亭待罪。司馬炎此時才不再防備石苞叛亂。後石苞回皇宮見司馬炎後回到府第。石苞至此都沒有怨恨司馬炎不信任他，反而為無法做好職位為而感到恥辱。

### 升任司徒
石苞被罷免後，郭廙上書為石苞抱不平，認為朝廷應升石苞為司徒，司馬炎接納並立刻任命石苞為司徒。石苞在職忠誠勤政，司馬炎都十分信任他。泰始九年二月癸巳日（273年3月30日），石苞逝世，司馬炎於朝堂舉行哀悼儀式，又賜錢帛和喪葬物品。司馬炎更乘車送靈柩到東掖門外。諡武公。

## 性格特徵
- 史載石苞「雅曠有智局，容儀偉麗，不修小節」，所時時稱「石仲容，姣無雙」。石苞任中護軍司馬師司馬時，司馬懿亦曾因為石苞好色薄行而感到不滿，并指責司馬師管教不嚴，司馬師辯解石苞雖然品行有點問題，但是有雄才大略。司馬懿這才消氣。[3]

## 逸事
- 石苞在鄴城時曾見吏部郎許允，希望許允讓他當個小小縣長。但許允卻拒絕，說：「卿是我輩人，當相引在朝廷，何欲小縣乎？」石苞聽後嘆息，不知許允是欣賞他的才能。
- 高貴鄉公曹髦在位時，石苞因事入朝。臨走時拜辭皇帝，與他相談了一整天。出來後與司馬昭說曹髦是「非常主也。」數日後曹髦就衝擊司馬昭，為成濟所弒。

## 評論
- 《晉書》贊：何（曾）石（苞）殊操，芳飪標奇。
- 郭玄信：子（石苞、鄧艾）後並常至卿相。
- 司馬師：（石）苞雖細行不足，而有經國才略。
- 郭廙：前大司馬苞忠允清亮，才經世務，幹用之績，所歷可紀。

## 家庭

### 子女
- 石越，字弘倫，石苞長子，早死。
- 石乔，字弘祖，石苞次子，曾任尚書郎、散騎侍郎。因石喬受召見而久久不朝而令司馬炎誤以為石苞叛變，因而被廢。後與弟弟石崇一同在八王之亂時被誅。
- 石统，字弘緒，石苞三子，嗣子，歷任射聲校尉、大鴻臚。
- 石浚，字景倫，石苞四子，官至黃門侍郎，西晉名士，早死。
- 石儁，字彥倫，石苞五子，官至陽平太守，早死。
- 石崇，字季倫，石苞六子，依附當時權臣賈謐，後在八王之亂時被孫秀殺害。
- 石氏，有子欧阳建。

### 孫兒
- 石順，石統子，官至尚書郎。
- 石超，石喬子，八王之亂時是成都王司馬穎麾下將領，最後與范陽王司馬虓作戰時被殺。
- 石熙，石喬子，永嘉年間曾任太傅、東海王司馬越參軍。

### 曾孫
- 石樸，字玄真，西晉末年流落在胡人統治區，被石勒視為宗室，位至後趙司徒。